# Sub Piatră, Alba
Sub Piatră este un sat în comuna Sălciua din județul Alba, Transilvania, România. Se află pe Râul Huda lui Papară (numit și Valea Morilor) de la vărsarea în Arieș, până la izvor în gura peșterii Huda lui Papară.

## Așezare geografică
Numele de Sub Piatră vine de la locul unde este așezat satul, sub piatra Bedeleului, platou calcaros ce se termină în partea nord-vestică cu un abrupt spectaculos. Aici, în lungul râului Huda lui Papară sunt înșirate cele 60 de case ale satului. Aparține comunei Sălciua pe cursul mijlociu al Arieșului. Sub Piatră se află la 13 km est de Baia de Arieș și 35 km vest de Turda.

## Paraul Valea Morilor
Paraul Valea Morilor este un mic curs de apă, care izvorăște din peștera Huda lui Papară. După un traseu cu multe repezișuri și cascade se varsă în Arieș după numai 4 km, coborând o diferență de nivel de 260 m.  Condițiile naturale au favorizat construirea în trecut, a morilor de apă. Au fost identificate urmele a 12 astfel de mori, dar din păcate în 2005 mai exista doar una cu funcționare intermitentă.

## Istoric
Protejată de pereți de stâncă, Râul Huda lui Papară a adăpostit omul încă din cele mai vechi timpuri. Au fost găsite urme concludente din paleolitic iar din epoca bronzului s-a găsit un celt de bronz care este o armă sau unealtă asemănătoare unui topor. Cel descoperit în Huda lui Papară are corpul masiv, trapezoidal, lama fiind lațită și având tăișul asimetric, datorită probabil uzurii funcționale. Având în vedere contextul descoperirii, celtul de la Hudă poate fi considerat drept o depunere cu caracter votiv, el încadrându-se astfel în categoria binecunoscută a ofrandelor din peșteri. Tot în apropierea peșterii Huda lui Papară au fost descoperite morminte tumulare vechi de 5000 de ani. De atunci acest sat este locuit fără întrerupere. Dacii din neamul Apulilor, amestecați apoi cu romanii atrași de aurul din zonă au supraviețuit până azi neamestecați cu alte popoare. Muntele și pădurea i-a apărat de popoarele migratoare care au bântuit văile mari ale Ardealului mai bine de 700 de ani.

## Lăcașuri de cult
După 1300 în fața Hudei se ridică o bisericuță de lemn menită să-i protejeze pe săteni de duhurile rele din peșteră, care "provocau adesea viituri pe vale". Deși a fost arsă de tătari, dărâmată, dinamitată de armata imperială, bisericuța a fost mereu refăcută pe aceeași temelie. A fost reconstruită ultima dată la 1797. În 1992 se construiește alături o biserică nouă și un schit de călugărițe ortodoxe "Sfânta Paraschiva". În incinta mănăstirii se află veșmintele sfintei și două icoane foarte vechi. Aproape de mânăstire, jos pe vale, lângă Huda lui Papară se află un bogat izvor considerat tămăduitor.

## Transporturi
Aici a existat o stație a căii ferate înguste Turda–Abrud (mocănița, dezafectată în anul 1997).

## Legende

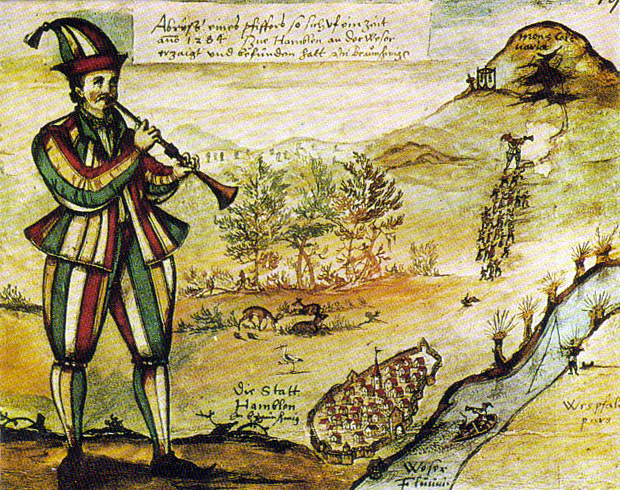
Veche pictură cu Cântăreţul din flaut din Hameln copiată de Freiherr Augustin von Moersperg de pe o frescă din Marktkirche Hamelin.

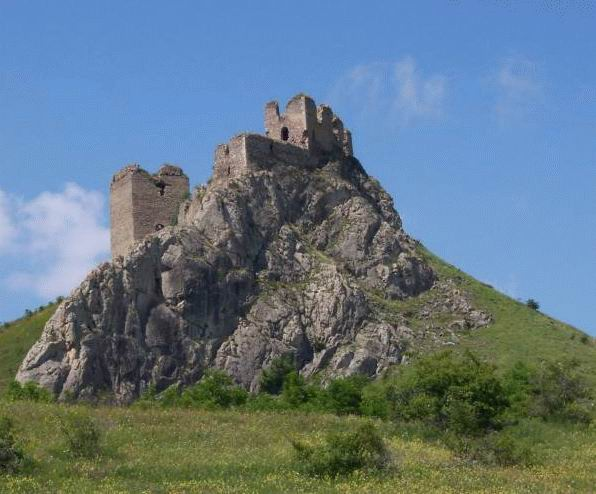
Cetatea Trascăului

Solomonar, șolomonar în Apuseni este unul dintre cele mai enigmatice personaje ale mitologiei populare românesti.  Stăpani ai vânturilor și călători prin nori, șolomonarii trăiesc în poveste, dar și  prin pădurile Bucovinei sau prin cătunele Apusenilor. Ei sunt inițiați în științele astrologiei, ale prezicerii viitorului, dar mai ales în stăpânirea tuturor fenomenelor meteorologice. 
Ei se trag din vechii preoți asceți traco-geti - kapnobatai călători prin nori sau umblători prin fum, cei care săgetau norii spre a opri balaurii furtunilor.
Șolomonarul poate fi comparat cu Kadmos, casta lor ca fiind moștenire dacică, șolomonarul din tradiția folclorică este rezultatul unui proces de zeificare a sacerdotului, provenind din preoți initiați.
Huda lui Papară este, dacă nu leaganul, cel puțin locul care a ținut în viață legenda și tradiția șolomonarilor.  Această peșteră  a fost locuință și loc de cult pentru sute de generații preistorice. Aici s-a retras regele zeu al dacilor, Zamolxes, făcând din acest loc cale spre alte lumi.
Faptul că în zi senină de vară, fără nici un semn special, apa râului Huda lui Papară își înzecește debitul pentru câteva ore, măturând în cale animale, căpițe de fân de pe lunci, uneori chiar oameni, nu putea avea decât o explicație.  În peștera își au salaș Șolomonarii aducători de ploie și balaurii lor.  În peștera sunt lacuri imense și când balaurii se scaldă, apa dă peste marginea lacurilor și inudă totul în aval.
In realitate, în poljia Vânătare, aflată peste munte, o ploie torențială de vară nevăzută din cătunul de Sub Piatră, cară crengi și căpițe cu care înfundă Ponorul de la Vânătări. În această pâlnie se pot aduna cantitați enorme de apă, care reușeșc intr-un sfârșit să spargă dopul format și să inunde  peștera și râul Huda lui Papară. Totul durează câteva ore, apoi se revine brusc la normal.  Fenomenul este foarte neregulat, de doua trei ori pe deceniu.
O altă legendă, pornită probabil de la populația germană din zonă, leagă peștera cu cea din Hameln, Germania în care cântărețul din flaut din Hameln cu flautul său fermecat a ascuns copiii orașului ca razbunare ca nu a fost plătit pentru salvarea urbiei de invazia șobolanilor.
Și tot ei fac legătura între peșteră și Dracula. Pe la 1290, la Sângiorgiu Trascăului, peste culmea Bedeleului, la numai 8 km de Hudă a fost ridicat castelul nobiliar Thoroczkay (Cetatea Trascăului) pe ruinele vechiului castru roman. Construcția a fost făcută de sașii adusi din Austria și de secui care au rămas până în ziua de azi în cele două sate: Colțești și Rimetea.  Din istoria zbuciumată a castelului se remarcă faptul ca Matei Corvin îl confiscă pentru mai mulți zeci de ani. Aici ar fi stat închis nimeni altul decât Vlad Tepes, prizonierul împaratul înainte de a prelua pentru a treia oară tronul Valahiei.
În legendă se spune că temnița castelului are legătură cu peștera Huda lui Papară și ca Tepeș a conviețuit cu liliecii peșterii o bună bucată de timp. De aici explicația numarului mare de lilieci (simbolul vampirismului) în această peșteră?
Izvor cu apă tămăduitoare este considerat izvorul ce se află la capătul punții care trece peste Valea Morilor, la ieșirea din peșteră.

## Obiective turistice

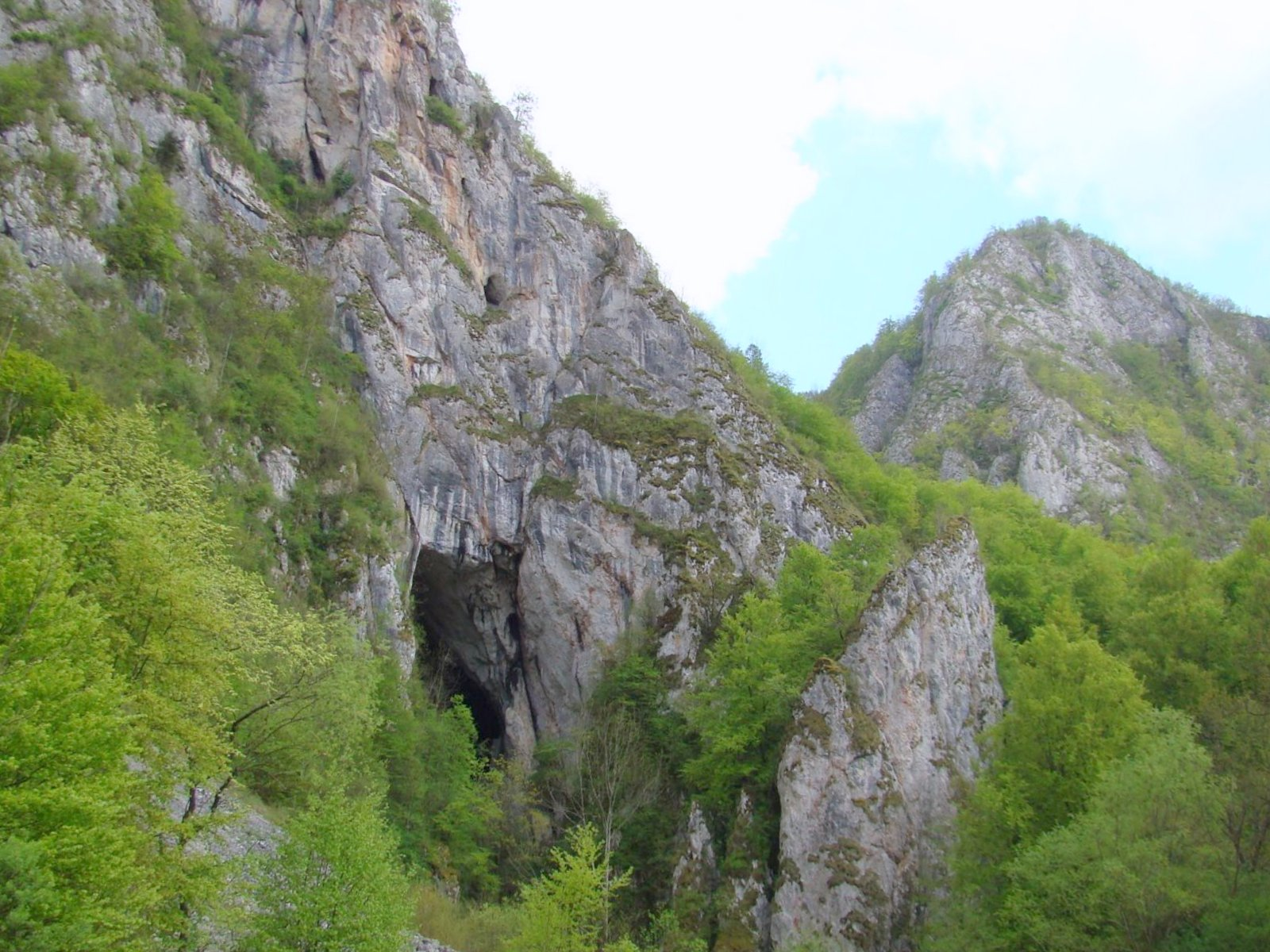
Intrarea în Peștera Huda lui Papară

- Rezervația naturală Peștera Poarta Zmeilor.
- Mănăstirea „Sfânta Paraschiva” (secolul XVIII). Mănăstirea este înscrisă pe lista monumentelor istorice din județul Alba[2] elaborată de Ministerul Culturii și Patrimoniului Național din România în anul 2010.
- Rezervația naturală Peștera Huda lui Papară
- Rezervația naturală Vânătările Ponorului
- Rezervația naturală Cascada Șipote

## Imagini

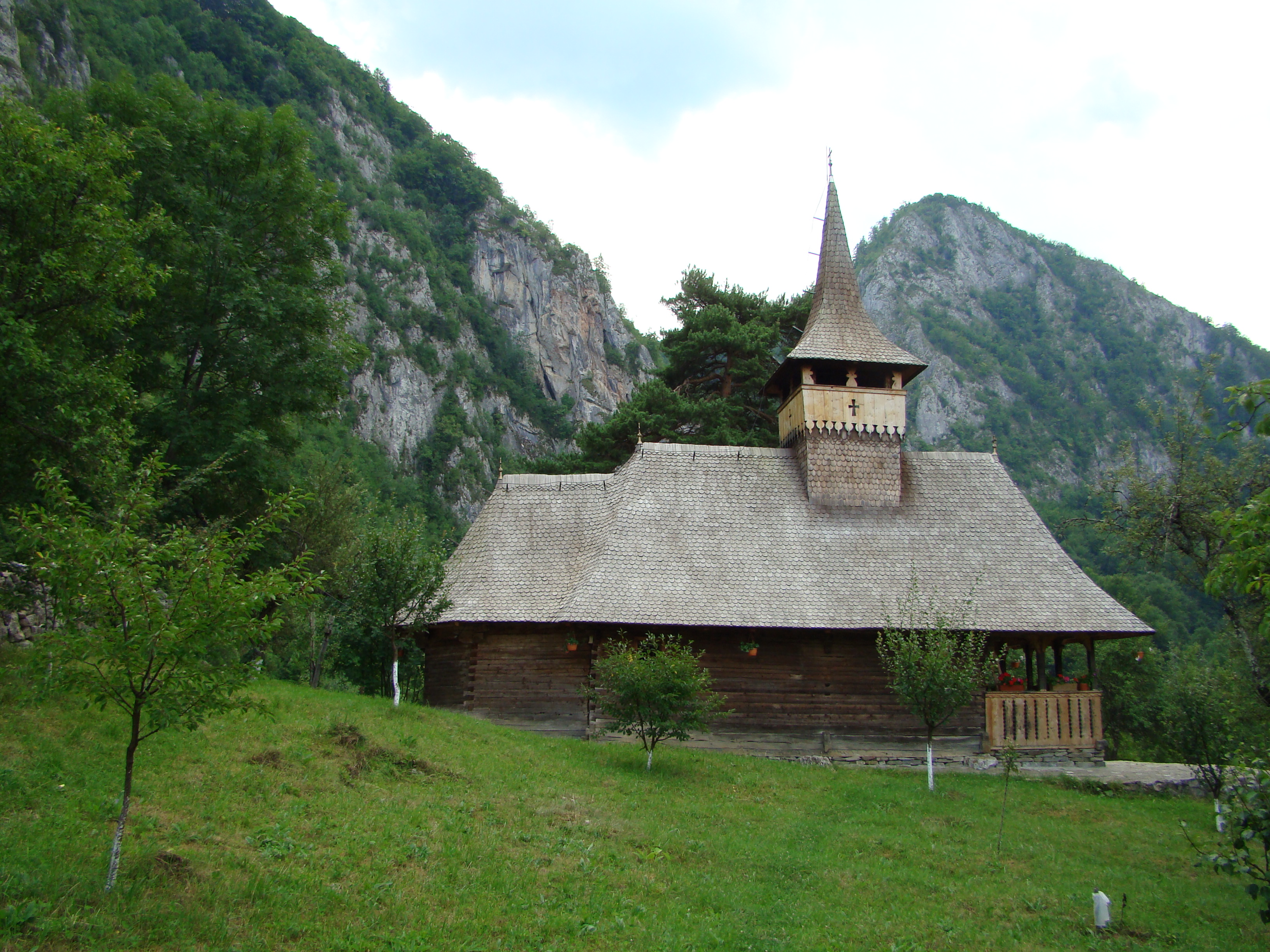
Biserica de lemn „Sfânta Cuvioasă Paraschiva”
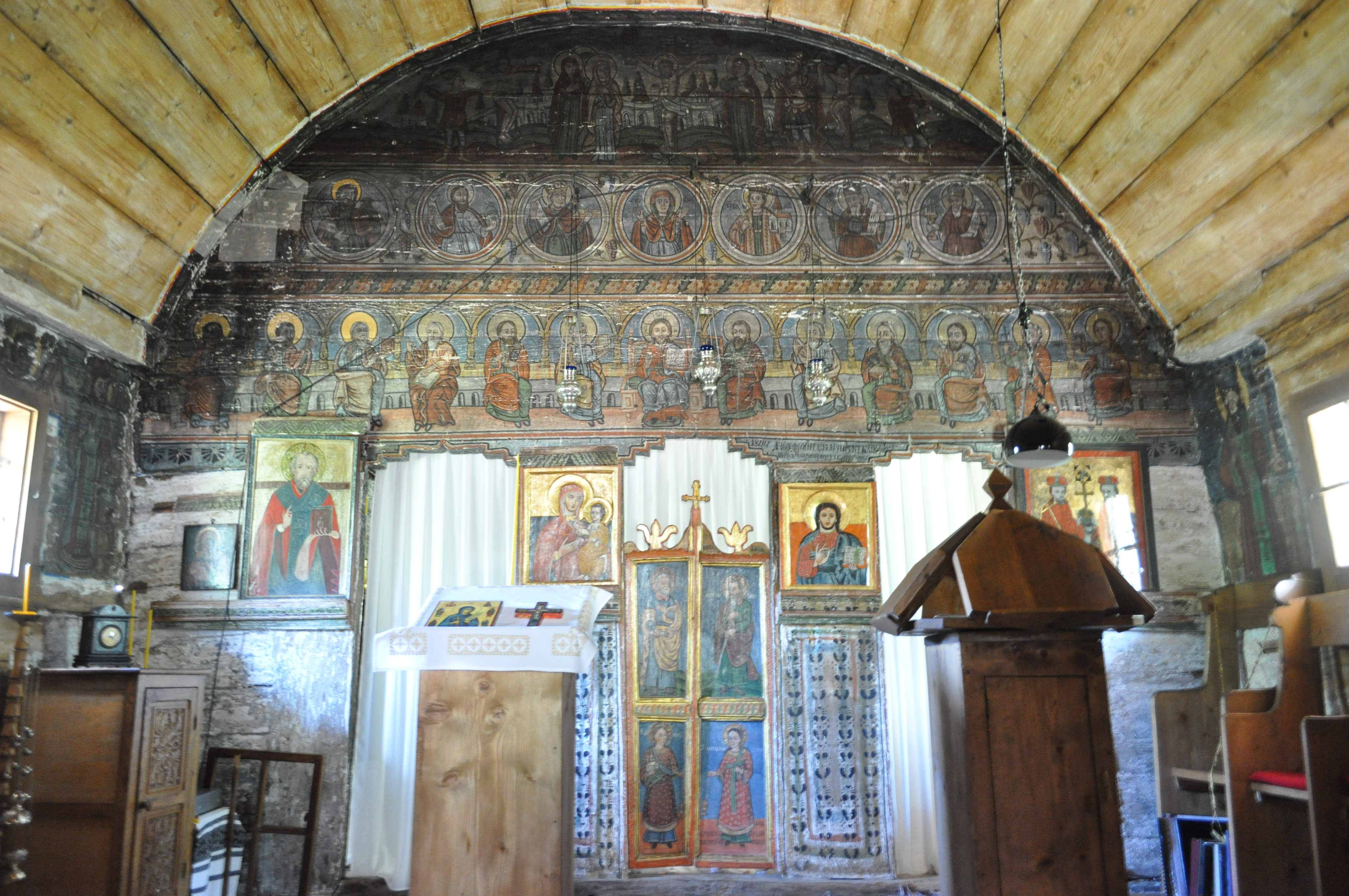
Iconostasul
Biserica ortodoxă nouă de la schitul Sub Piatră, construită în 1996
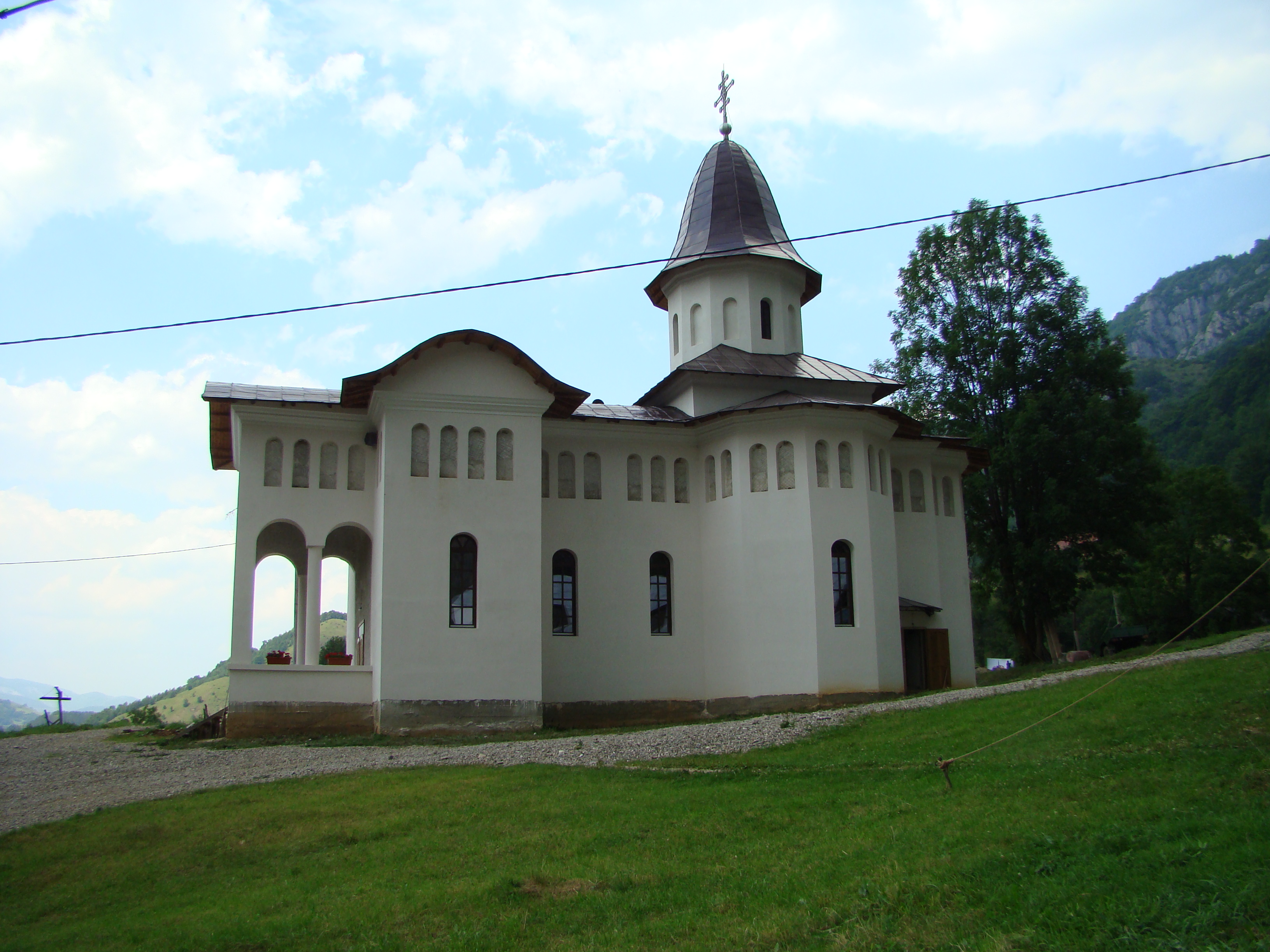
Biserica ortodoxă nouă „Adormirea Maicii Domnului”
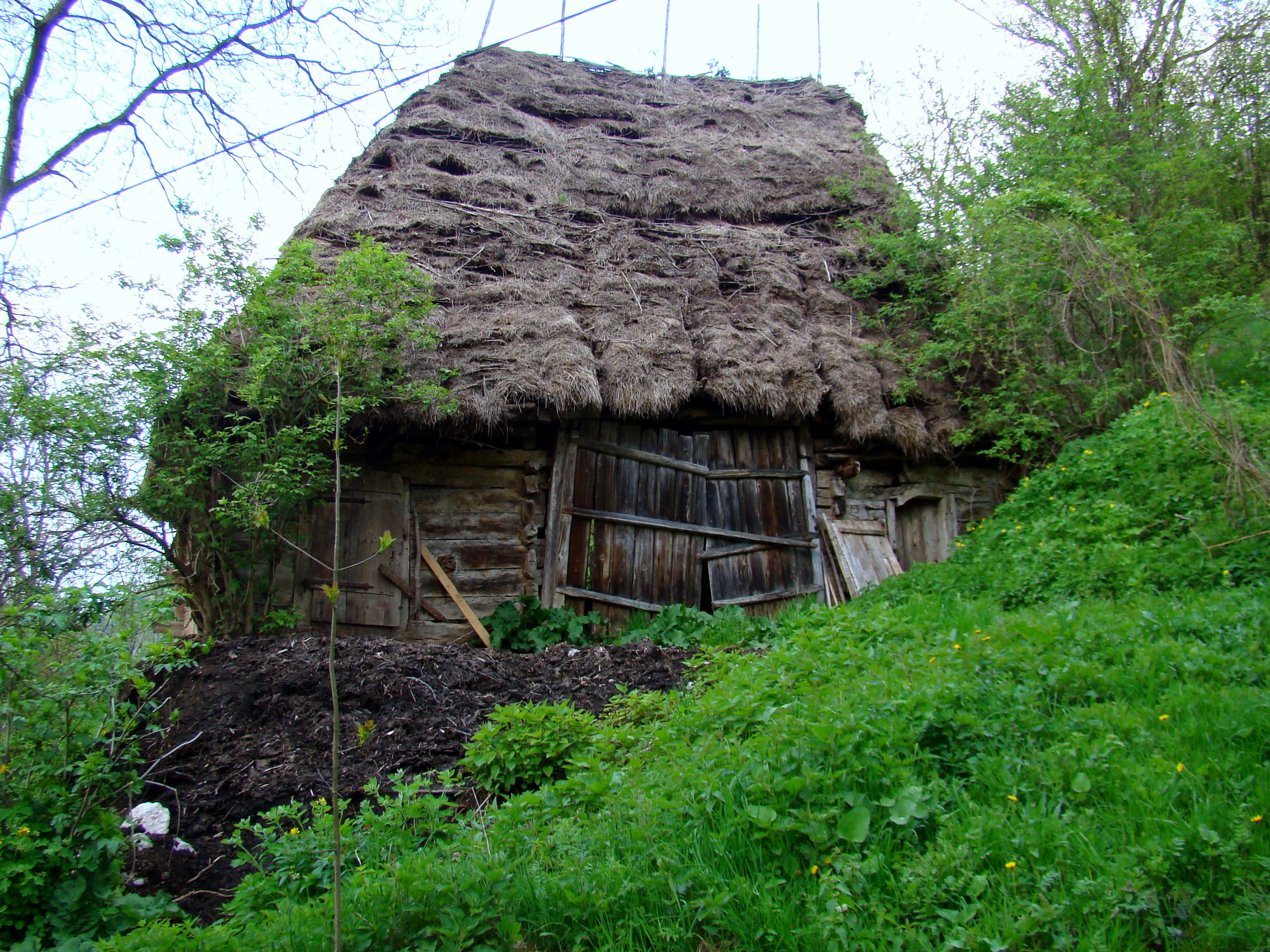
Șură moțească